# 前锦站
前锦站（福州話：/t͡sieŋ˧˧ kiŋ˧˧/）位于中华人民共和国福建省福州市仓山区方岐洲路，是福州地铁5号线的地铁车站，于2023年8月27日启用。

## 车站结构
前锦站位于方岐洲路下方，沿道路东西向敷，长206米，宽19.7米，为单柱双跨、局部双柱三跨地下二层车站。
| 地面层   | 出入口                               |  | 出入口                       |
| 地下一层 | 站厅                                 |  | 票务服务、自动售票机         |
| 地下二层 | 1                                    |  | 5号线 往荆溪厚屿（螺洲古镇） |
| 地下二层 | 岛式站台，列车运行方向左侧的车门打开 |  |                              |
| 地下二层 | 2                                    |  | 5号线 往福州火车南站（龙江） |

### 车站特色
本站是福州地铁第一个“裸装”试点车站。
不同于以往的装修风格，前锦站取消了天花板设计，采用无吊顶裸装，站内“白、黄、灰”色彩搭配打造有序、疏朗、大气的空间。

### 出入口与周边
| 前锦站出入口信息            | 前锦站出入口信息 | 前锦站出入口信息 | 前锦站出入口信息 |
| --------------------------- | ---------------- | ---------------- | ---------------- |
|                             |                  |                  |                  |
| 编号                        | 设施             | 位置             | 接驳交通         |
| 出口 · A                    |                  | 车站西北口       |                  |
| 出口 · B                    |                  | 车站西南口       |                  |
| 注： 设有电梯 \| 设有卫生间 |                  |                  |                  |

## 历史
- 2016年7月20日，于福州市轨道交通5号线一期工程环境影响评价第一次公示中提及设置高仕路站。[4][5]
- 2017年12月10日，前锦站围挡施工。
- 2018年4月3日，前锦站基坑开挖。
- 2018年11月14日，前锦站主体结构封顶。[2]
- 2023年8月27日，前锦站启用。[1]